# An Rutgers

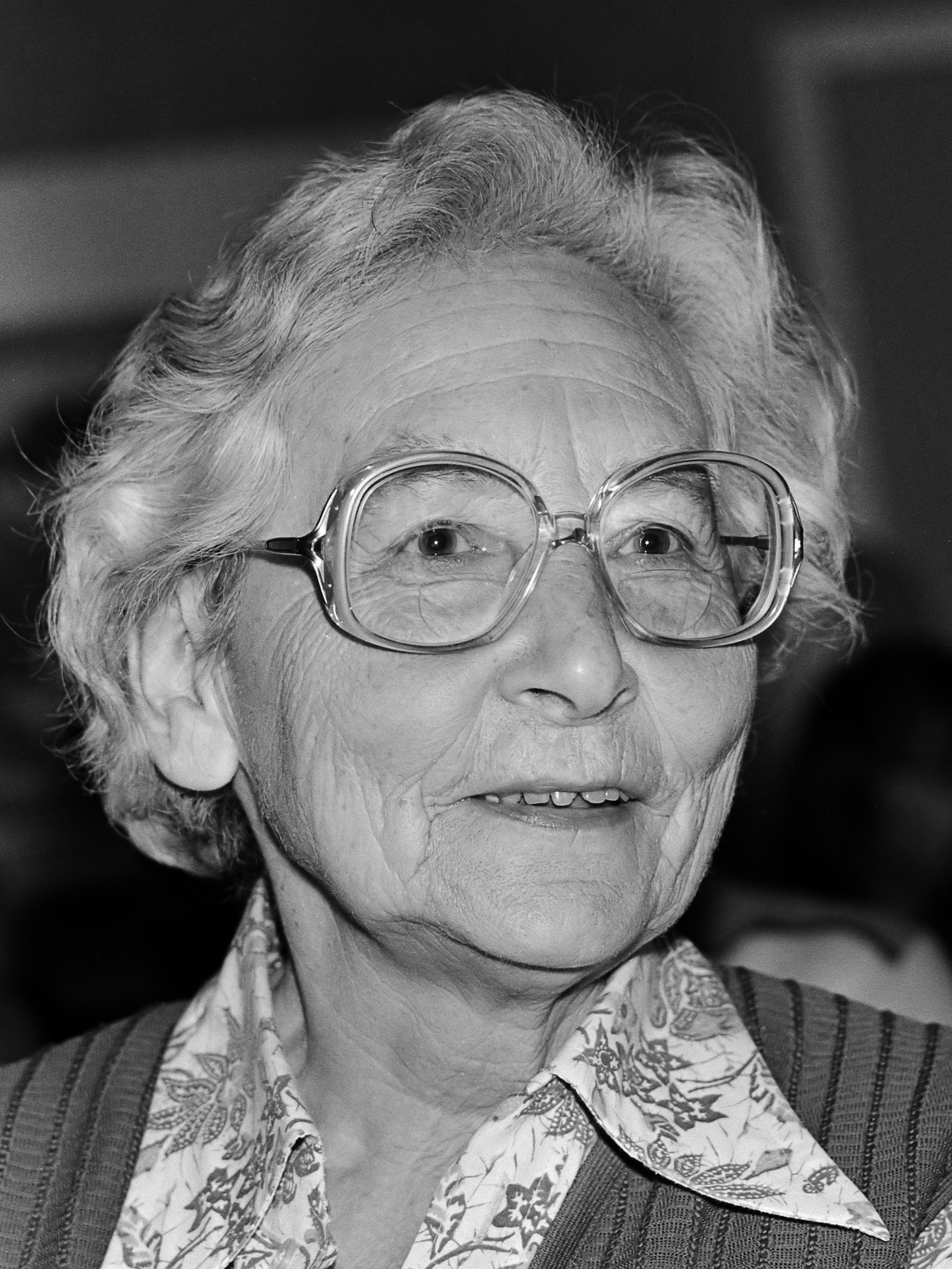
An Rutgers van der Loeff (1982)

An Rutgers van der Loeff-Basenau (* 15. März 1910 als Anneke Basenau in Amsterdam; † 19. August 1990 in Laren) war eine niederländische Schriftstellerin. 

## Leben
An Rutgers studierte Latein und Griechisch in Amsterdam und begann ihre berufliche Tätigkeit als Übersetzerin skandinavischer Autoren, u. a. von Sigrid Undset. Nach einigen Artikeln veröffentlichte sie 1947 ihr erstes eigenes Buch. 
Bekannt wurde An Rutgers vor allem durch ihre Jugendromane (Wenn du Mut hast) und historischen Jugendbücher (Die Kinderkarawane). Für Ich bin Fedde um einen kontaktscheuen Jugendlichen aus einem Kinderheim, der nach seinem 18. Geburtstag die alltäglichen Schwierigkeiten der neu gewonnenen Freiheit zu meistern versucht, erhielt sie 1977 den Deutschen Jugendbuchpreis. Bereits 1957 hatte sie ihn für das beste Sachbuch (Pioniere und ihre Enkel) gewonnen. Vier weitere Werke von An Rutgers wurden auf die Auswahlliste zum Deutschen Jugendbuchpreis gesetzt. Als eine der bedeutendsten niederländischen Jugendschriftstellerinnen der Gegenwart wurde sie für ihr Gesamtwerk mit dem Holländischen Staatspreis für Kinder- und Jugendliteratur ausgezeichnet.
An Rutgers van der Loeff starb am 19. August 1990 im Alter von 80 Jahren in Nordholland.

## Auszeichnungen (Auswahl)
- 1957 – Deutscher Jugendbuchpreis für das beste Sachbuch: Pioniere und ihre Enkel

- 1977 – Deutscher Jugendbuchpreis für das beste Jugendbuch: Ich bin Fedde
- Holländischer Staatspreis für Kinder- und Jugendliteratur